# Тройствений Марковаць
45°55′ пн. ш. 16°53′ сх. д. / 45.92° пн. ш. 16.88° сх. д.
Тройствений Марковаць (хорв. Trojstveni Markovac) — населений пункт у Хорватії, в Б'єловарсько-Білогорській жупанії у складі міста Б'єловар.

## Населення
Населення за даними перепису 2011 року становило 1 301 осіб.
Динаміка чисельності населення поселення: